# Chlorops rectinervis
Chlorops rectinervis är en tvåvingeart som beskrevs av Becker 1912. Chlorops rectinervis ingår i släktet Chlorops och familjen fritflugor.
Artens utbredningsområde är Washington. Inga underarter finns listade i Catalogue of Life.